# آديلايد هايلبورن
آديلايد هايلبورن (بالإنجليزية: Adelaide Heilbron)‏ هي كاتبة سيناريو أمريكية، ولدت في 25 يونيو 1892 في سياتل في الولايات المتحدة، وتوفيت في 6 مارس 1974.

## وصلات خارجية
- آديلايد هايلبورن على موقع IMDb (الإنجليزية)
- آديلايد هايلبورن على موقع قاعدة بيانات برودواي على الإنترنت (الإنجليزية)
- آديلايد هايلبورن على موقع قاعدة بيانات الفيلم (الإنجليزية)